# Campionato del mondo femminile di scacchi 2025
Il campionato del mondo femminile di scacchi 2025 è stato un match valido per il titolo mondiale tra la campionessa in carica Ju Wenjun e la sfidante Tan Zhongyi, che si è disputato in Cina dall'1 al 16 aprile del 2025 tra Shanghai e Chongqing.

## Qualificazioni
La sfidante veniva decretata dal Torneo delle candidate, che prevedeva 8 partecipanti. Un posto veniva assegnato di diritto alla finalista della precedente edizione, mentre la qualificazione delle altre sette partecipanti al torneo veniva decretata da tre tornei organizzati dalla FIDE ed elencati di seguito:
- Coppa del Mondo
- FIDE Grand Prix
- FIDE Grand Swiss

### Coppa del Mondo
Il torneo si è disputato è stato a Baku dal 29 luglio al 22 agosto 2023, ed è stato vinto da Aleksandra Gorjačkina, che ha sconfitto in finale Nurgjul Salimova, dopo gli spareggi rapidi. Al terzo posto si è classificata Anna Muzyčuk, che dopo essere stata battuta in semifinale dalla Salimova, ha sconfitto nella finale per il bronzo Tan Zhongyi. A qualificarsi per il Torneo delle Candidate sono state la Salimova e la Muzyčuk, mentre la Gorjačkina era già qualificata attraverso il FIDE Grand Prix. Lo slot di quest'ultima è andato a Humpy Koneru con il criterio del miglior posizionamento nel ranking mondiale.

## Il Torneo delle candidate
Il Torneo delle candidate si è disputato dal 3 al 21 aprile 2024 a Toronto. Si è svolto con il formato del girone all'italiana con andata e ritorno tra otto partecipanti. È stato vinto da Tan Zhongyi con il punteggio di nove punti su quattrodici a disposizione.

## Il match
|                     | 1 | 2 | 3 | 4 | 5 | 6 | 7 | 8 | 9 | 10 | 11 | 12 | Totale |
| ------------------- | - | - | - | - | - | - | - | - | - | -- | -- | -- | ------ |
| Ju Wenjun ( Cina)   | ½ | 0 | 1 | ½ | 1 | 1 | 1 | 1 | ½ |    |    |    | 6 ½    |
| Tan Zhongyi ( Cina) | ½ | 1 | 0 | ½ | 0 | 0 | 0 | 0 | ½ |    |    |    | 2 ½    |